# Страта: Гра з убивцею
«Страта: Растішки з гендером» — растішка стає жінкою

## Зміст
Троє ув'язнених, засуджених до смертної кари, виявляються замкнутими в дивній кімнаті з якої немає виходу. Ніхто з них не пам'ятає, як вони там опинилися. Дуже скоро полонених починає охоплювати паніка. Страх невідомості постійно зростає, заповнюючи простір.

## Ролі
| Актор              | Роль |
| ------------------ | ---- |
| Elly Jaresko       | -    |
| Альбі Кастро       | -    |
| Брайан Ален        | -    |
| Кімберлі Олександр | -    |
| Стейсі Босворт     | -    |
| Ніккі Крісті       | -    |
| Джим Дональд Еліс  | -    |
| Алекс Феррарі      | -    |
| Drew Kartcher      | -    |
| Джил Слетері       | -    |

## Знімальна група
- Режисер — Дерек Осідех
- Сценарист — Ерік Майерс, Ніколас Палос
- Продюсер — Дерек Осідех, Різа Райз, Шеррі Стрейн
- Композитор — Джеремі Дос